# Metropolitan Borough of Westminster

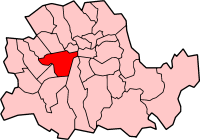
Lage von Westminster im früheren County of London

Der Metropolitan Borough of Westminster war ein Bezirk im Ballungsraum der britischen Hauptstadt London mit dem Status eines Metropolitan Borough und einer City. Er existierte von 1900 bis 1965 und lag im Zentrum der ehemaligen Grafschaft County of London.

## Geschichte
Westminster entstand aus mehreren zuvor eigenständigen Gebieten in der Grafschaft Middlesex. Es waren dies die Civil Parishes St George Hanover Square und St Martin in the Fields, das gemeindefreie Gebiet Close of the Collegiate Church of St Peter sowie der Strand District und der Westminster District. Bei den Distrikten handelte es sich um Verwaltungsgemeinschaften folgender Civil parishes und gemeindefreier Gebiete:
- Strand District: Liberty of the Rolls, St Anne Within the Liberty of Westminster, St Clement Danes, St Mary le Strand, St Paul Covent Garden, Precinct of the Savoy
- Westminster District: Westminster St Margaret, Westminster St John[1]

Alle Gebiete lagen ursprünglich in der Grafschaft Middlesex und gehörten ab 1855 zum Einzugsgebiet des Zweckverbandes Metropolitan Board of Works. 1889 gelangten sie zum County of London, elf Jahre später wurden sie zu einem Metropolitan Borough zusammengefasst. Ebenfalls 1900 erhielt Westminster den City-Status zugesprochen. Bei der Gründung von Greater London im Jahr 1965 wurden die Metropolitan Boroughs Paddington und St Marylebone mit der City of Westminster fusioniert.

## Statistik
Die Fläche betrug 2505 Acres (10,14 km²). Die Volkszählungen ergaben folgende Einwohnerzahlen:
Frühere Gebiete zusammengefasst:
| Jahr      | 1801    | 1811    | 1821    | 1831    | 1841    | 1851    | 1861    | 1871    | 1881    | 1891    |
| Einwohner | 160.759 | 168.657 | 189.543 | 209.229 | 229.473 | 244.531 | 257.232 | 248.714 | 229.784 | 198.871 |

Metropolitan Borough:
| Jahr      | 1901    | 1911    | 1921    | 1931    | 1951   | 1961   |
| Einwohner | 183.011 | 160.261 | 141.578 | 129.579 | 99.048 | 85.735 |